# Khairabad (Sitapur)
Khairabad è una suddivisione dell'India, classificata come municipal board, di 38.364 abitanti, situata nel distretto di Sitapur, nello stato federato dell'Uttar Pradesh.